# ProB 2014/15
Die Saison 2014/15 ist die achte Spielzeit der deutschen Basketball-Spielklasse ProB gewesen. Die ProB ist die zweite Staffel der hierarchisch strukturierten 2. Basketball-Bundesliga. Die reguläre Saison begann am 27. September 2014 und endete am 7. März 2015, an die sich die Play-offs um den Aufstieg sowie die Play-down-Relegationsrunden anschlossen. Die Play-offs endeten am 2. Mai 2015 mit dem zweiten Finalspiel, in dem die BAWE Oldenburger TB ihren Vorjahrestitel beim Finalgegner SC Rist Wedel verteidigen konnte.

## Modus
Es nehmen je zwölf Mannschaften in zwei Gruppen Nord und Süd am Spielbetrieb dieser Spielklasse teil. Die reguläre Saison wird als Rundenturnier im Modus Jeder gegen Jeden (englisch „Round Robin“) mit Hin- und Rückspiel in der jeweiligen Regionalgruppe ausgetragen. Die jeweils acht bestplatzierten Mannschaften am Ende dieser Hauptrunde spielen überkreuz im Modus „Best-of-Three“ in den Play-offs die beiden Finalteilnehmer aus, die beide das sportliche Teilnahmerecht an der ProA für die darauffolgende Spielzeit erwerben und den Meister dieser Spielklasse ausspielen. Die Mannschaften auf den Plätzen neun bis zwölf jeder Gruppe am Ende der Hauptrunde spielen unter Beibehaltung der Hauptrunden-Ergebnisse ein weiteres Rundenturnier mit Hin- und Rückspiel innerhalb der Regionalgruppen aus, wobei die beiden jeweils auf den zwei untersten Tabellenplätzen rangierenden Mannschaften in die Regionalligen absteigen. Nehmen mehr als zwölf Mannschaften in einer Gruppe teil, so sind die in der Hauptrunde hinter Platz zwölf rangierenden Mannschaften direkt abgestiegen.

### Anforderungen
Die teilnehmenden Vereine müssen einen per Lizenzerteilung ihre per Lizenzstatut geregelten Nachweise über die sportliche Qualifikation, wirtschaftliche Leistungsfähigkeit, Eignung spieltechnischer Einrichtungen und organisatorischen Voraussetzungen erbringen. Darüber hinaus wird die Vereinsorganisation, die Nachwuchsförderung und die Spielstätten-Infrastruktur nach einem Punktesystem bewertet. Verpflichtend für die Teilnehmer an der ProB insbesondere eine Spielstätte mit einer Kapazität für mindestens 500 Zuschauer.
Während des Spieles müssen pro Mannschaft immer drei deutsche Spieler auf dem Spielfeld stehen, die deutschen Spieler sind mit einer deutschen Flagge auf den Trikots gekennzeichnet sein. Es können maximal 18 Spieler je Saison und Team eingesetzt werden. Davon müssen mindestens neun die deutsche Staatsangehörigkeit besitzen. Von den maximal zwölf je Spiel einsetzbaren Spielern müssen mindestens sechs Deutsche sein. Es gibt Doppellizenzen für Spieler der Altersklasse U24, die damit gleichzeitig in der BBL einsetzbar sind, sowie für U22-Spieler aus den Regionalligen (und darunter). Spieler mit einer Doppellizenz zählen nicht zu den 18 maximal einsetzbaren Spielern, mit Besitz der deutschen Staatsangehörigkeit wohl aber zur nationalen Quote.

## Saisonnotizen
- Vor der Saison wurde die offizielle Webseite der 2. Basketball-Bundesliga, also für ProA und ProB gemeinsam, überarbeitet.
- Aus der ProA 2013/14 stiegen als sportliche Absteiger die BG Karlsruhe und die Otto Baskets Magdeburg in die ProB ab.
- Der Meister der ProB 2013/14, die Baskets Akademie Weser-Ems Oldenburger TB, beantragte keine Lizenz für die ProA 2014/15 und verwirkte damit sein sportliches Aufstiegsrecht, so dass allein Vorjahresfinalist Bike-Café Messingschlager Baunach in die ProA 2014/15 aufstieg. Nachrücker für die BAWE Oldenburger TB waren per Wildcard die Hamburg Towers.
- Aufsteiger aus den Regionalliga Nord waren die Rostock Seawolves, aus dem Westen die Iserlohn Kangaroos, aus dem Südosten die TG Take-Off Würzburg und aus dem Südwesten die TV Saarlouis Royals.
- Die endgültige Lizenzerteilung für Absteiger Otto Baskets Magdeburg und Aufsteiger TV Saarlouis Royals erfolgte erst im zweiten Anlauf, so dass die Ligeneinteilung lange Zeit nicht feststand. Am Saisonende mussten sich die Otto Baskets einem Nachlizenzierungsverfahren stellen.[7] Ferner verzichteten schließlich die UBC Hannover Tigers auf ihre Lizenz und erwirkten einen Teilnahmerechtstausch mit Nord-Regionalligist SC Itzehoe Eagles, so dass schließlich die Teilnehmerzahl der Gruppe Nord auf 13 festgeschrieben wurde.[8]
- Die regionale Aufteilung der Gruppen Nord und Süd wurde angepasst, so dass die Mannschaften aus dem Osten der Republik, welche dem „Beitrittsgebiet“ von 1990 entsprechen, in der Gruppe Nord konzentriert wurden. Mannschaften aus Nordrhein-Westfalen wurden zwischen Gruppe Nord und Gruppe Süd aufgeteilt, so dass neben den Dragons Rhöndorf in dieser Saison auch die Schwelmer Baskets und Aufsteiger Iserlohn Kangaroos in der Gruppe Süd spielen. Die Dresden Titans und die Uni-Riesen Leipzig rückten dafür in die Gruppe Nord.
- Der Spieler Filmore Beck schlug am achten Spieltag im Spiel der Langen Giraffen gegen die BG Karlsruhe seinen Gegenspieler Paul Brotherson mit einem Faustschlag zu Boden. Brotherson erlitt mehrere Knochenbrüche im Gesichtsbereich, darunter im Kiefer, am Jochbein und an der Nase, sowie verlor einige Zähne. Nach notärztlicher und operativer Behandlung konnte er erst nach mehr als sechs Wochen wieder an Meisterschaftsspielen teilnehmen. Dem disqualifizierten Beck wurde von seinem Verein TV Langen gekündigt, zudem wurde er von der Spielleitung der 2. Basketball-Bundesliga in einem zuvor beispiellosen Strafmaß mit einer Sperre von knapp vier Jahren bis Mitte 2018 von Spielen in nationalen Spielklassen ausgeschlossen.[9] In einem Schiedsgerichtsverfahren wurde die Sperre schließlich bis Saisonende befristet.[10]
- Der Spieler Marvin Boadu wurde wegen eines Doping-Vergehens Anfang Januar 2015 bis zum Ende der Saison gesperrt.[11] Sein Verein Hertener Löwen löste darauf seinen Vertrag vorzeitig.
- Den Otto Baskets Magdeburg wurde nach deren Saisonende nachträglich die Lizenz für die Spielzeit entzogen, da der Nachweis über die Voraussetzungen einer wirtschaftlichen Leistungsfähigkeit nicht erbracht wurde. Ungeachtet des sportlichen Abschneidens standen die Otto Baskets neben dem Nordletzten BSW Sixers damit vorzeitig als Absteiger fest.[12] Hinsichtlich der Play-downs bedeutete dies, dass der Vorletzte einer Regionalgruppe mit der besseren Siegquote den Klassenerhalt erreichte.
- Am letzten Spieltag der Play-downs kam es in einem an sich bedeutungslos gewordenen Spiel zwischen den BIS Baskets Speyer, die bereits den Klassenerhalt erreicht hatten, und Neuling TV Saarlouis Royals, die bereits als Absteiger feststanden, zu einer dreifachen Verlängerung. Am Ende der Partie, in der die beiden Mannschaften ihr persönliches Saisonende hinauszögerten, siegte Gastgeber Speyer mit 139:132 über Absteiger Saarlouis.[13] Für die Saarlouis Royals reichte es wenige Monate später nach Erteilung der Lizenzen und Startplätze doch noch zum verspäteten Klassenerhalt.

## Hauptrunde

### Abschlusstabellen
|  | = Play-off-Plätze        |
|  | = Play-down-Plätze       |
|  | = direkter Abstiegsplatz |

| Norden | Norden                       | Norden | Norden        | Norden       | Norden     | Süden                       | Süden | Süden         | Süden        | Süden      |
| #      | Team                         | Siege  | Nieder- lagen | Sieg- punkte | Korbpunkte | Team                        | Siege | Nieder- lagen | Sieg- punkte | Korbpunkte |
| 1      | EBC Rostock Seawolves (N)    | 16     | 8             | 32           | 1859:1757  | Iserlohn Kangaroos (N)      | 18    | 4             | 36           | 1754:1513  |
| 2      | SC Rist Wedel                | 15     | 9             | 30           | 1902:1791  | Weißenhorn Youngstars       | 16    | 6             | 32           | 1767:1534  |
| 3      | BAWE Oldenburger TB1 (M)     | 14     | 10            | 28           | 1823:1712  | Dragons Rhöndorf            | 14    | 8             | 28           | 1680:1515  |
| 4      | Dresden Titans2              | 14     | 10            | 28           | 1765:1756  | White Wings Hanau           | 13    | 9             | 26           | 1720:1577  |
| 5      | VfL AstroStars Bochum        | 13     | 11            | 26           | 1818:1768  | BG Karlsruhe1 (A)           | 12    | 10            | 24           | 1745:1683  |
| 6      | Uni-Riesen Leipzig1          | 12     | 12            | 24           | 1756:1774  | TG Würzburg2 (N)            | 12    | 10            | 24           | 1656:1703  |
| 7      | Otto Baskets Magdeburg2y (A) | 12     | 12            | 24           | 1593:1594  | EN Baskets Schwelm          | 11    | 11            | 22           | 1717:1727  |
| 8      | DRUFF! Braunschweig3         | 12     | 12            | 24           | 1744:1752  | Skyliners Juniors Frankfurt | 10    | 12            | 20           | 1549:1605  |
| 9      | Citybasket Recklinghausen    | 11     | 13            | 22           | 1779:1801  | Licher BasketBären          | 8     | 14            | 16           | 1494:1693  |
| 10     | SC Itzehoe Eagles (N)        | 10     | 14            | 20           | 1710:1754  | TV Langen Giraffen          | 7     | 15            | 14           | 1615:1776  |
| 11     | Hertener Löwen               | 10     | 14            | 19x          | 1701:1802  | BIS Baskets Speyer          | 6     | 16            | 12           | 1704:1847  |
| 12     | RSVE Stahnsdorf              | 9      | 15            | 18           | 1627:1738  | TV Saarlouis Royals (N)     | 5     | 17            | 10           | 1703:1931  |
| 13     | BSW Sixers                   | 8      | 16            | 16           | 1678:1756  |                             |       |               |              |            |

1, 2, 3 Platzierung entsprechend der Ergebnisse im direkten Vergleich zwischen zwei oder mehr Mannschaften mit gleicher Bilanz.

x Die Hertener Löwen traten nicht rechtzeitig zum Spielbeginn beim RSVE Stahnsdorf an, so dass das Spiel für Herten 0:20 verloren ging und den Löwen ein Wertungspunkt abgezogen wurde.

(A) = ProA-„Absteiger“ / (N) = Neuling und Aufsteiger aus den Regionalligen / (M) = ProB-Meister der Vorsaison

y Den Otto Baskets Magdeburg wurde nachträglich die Lizenz entzogen, weshalb sie als Absteiger feststanden.

### Statistik-Bestleistungen
- Es sind nur Werte aus Hauptrundenspielen berücksichtigt

#### Mannschaften
| Kategorie | Norden             | Norden             | Süden               | Süden              |
| Kategorie | Bestwert           | Schlechtester      | Bestwert            | Schlechtester      |
| Defensive | Magdeburg (⌀ 66,4) | Herten (⌀ 77,5)*   | Iserlohn (⌀ 68,8)   | Saarlouis (⌀ 87,8) |
| Offensive | Wedel (⌀ 79,3)     | Magdeburg (⌀ 66,4) | Weißenhorn (⌀ 80,3) | Frankfurt (⌀ 70,4) |

*Es sind nur Spiele berücksichtigt, die nicht am „grünen Tisch“ entschieden wurden. Herten erreichte in 23 Spielen mit 1782 kassierten Punkten den schlechtesten Durchschnittswert im Norden.

#### Individuelle Spieler
| Kategorie      | Gruppe | Spieler                          | Team                    | Gesamt  | ⌀*       |
| -------------- | ------ | -------------------------------- | ----------------------- | ------- | -------- |
| Punkte         | Norden | Jonathon Williams Diante Watkins | SC Itzehoe Rist Wedel   | 504 491 | 21 21,3* |
| Punkte         | Süden  | Ricky Easterling                 | TV Saarlouis            | 487     | 22,1     |
| Rebounds       | Norden | Carl W. Hipp                     | Citybasket RE           | 255     | 10,6*    |
| Rebounds       | Süden  | Marcus Smallwood                 | BIS Baskets             | 200     | 12,5     |
| Assists        | Norden | Diante Watkins                   | Rist Wedel              | 162     | 7        |
| Assists        | Süden  | James Dorsey                     | BG Karlsruhe            | 131     | 6,2      |
| Steals         | Norden | Yannick Anzuluni                 | EBC Rostock             | 79      | 3,3      |
| Steals         | Süden  | James Dorsey Mathias Perl        | BG Karlsruhe EN Schwelm | 46 42   | 2,2 2,6  |
| Shotblocks     | Norden | Carl W. Hipp                     | Citybasket RE           | 49      | 2        |
| Shotblocks     | Süden  | Tom Alte                         | TV Langen               | 38      | 1,7      |
| Effektivität   | Norden | Yannick Anzuluni                 | EBC Rostock             | 533     | 22,2     |
| Effektivität   | Süden  | Ricky Easterling                 | TV Saarlouis            | 499     | 22,7*    |
| Double-Doubles | Norden | Carl W. Hipp                     | Citybasket RE           | 13      | 54,2 %   |
| Double-Doubles | Süden  | Marcus Smallwood                 | BIS Baskets             | 11      | 68,8 %   |

* Justin A. Smith wirkte in acht Spielen der Rückrunde und weniger als die Hälfte der Saisonspiele für die Dragons Rhöndorf mit und erzielte dabei 22,3 Punkte, 11,4 Rebounds und einen Effektivitätswert von 29,6 pro Spiel. In fünf von acht Spielen erzielte er ein Double-double (62,5 %).

### Durchschnittliche Zuschauerzahlen
| Norden         | Norden   | Norden     | Norden  | Norden      | Süden            | Süden    | Süden      | Süden   | Süden       |
| Stadt          | Besucher | Auslastung | Vorjahr | Entwicklung | Stadt            | Besucher | Auslastung | Vorjahr | Entwicklung |
| Bochum         | 456      | 46 %       | 369     | 23,6 %      | Frankfurt (Main) | 125      | 11 %       | 138     | −9,4 %      |
| Braunschweig   | 476      | 73 %       | 647     | −26,4 %     | Hanau            | 734      | 52 %       | 887     | −17,2 %     |
| Dresden        | 1000     | 33 %       | 930     | 7,5 %       | Iserlohn         | 773      | 62 %       | ---     | RL          |
| Herten         | 565      | 47 %       | 462     | 22,3 %      | Karlsruhe        | 600      | 75 %       | 1.804   | ProA        |
| Itzehoe        | 578      | 81 %       | ---     | RL          | Langen           | 240      | 30 %       | 255     | −5,9 %      |
| Leipzig        | 551      | 34 %       | 457     | 20,6 %      | Lich             | 359      | 30 %       | 560     | −35,9 %     |
| Magdeburg      | 531      | 27 %       | 664     | ProA        | Rhöndorf         | 1.048    | 70 %       | 1.043   | 0,5 %       |
| Oldenburg      | 213      | 38 %       | 222     | −4,1 %      | Saarlouis        | 297      | 15 %       | ---     | RL          |
| Recklinghausen | 410      | 43 %       | 624     | −34,3 %     | Schwelm          | 572      | 84 %       | 568     | 0,7 %       |
| Rostock        | 874      | 97 %       | ---     | RL          | Speyer           | 303      | 43 %       | 278     | 9,0 %       |
| Sandersdorf    | 396      | 43 %       | 444     | −10,8 %     | Weißenhorn       | 236      | 32 %       | 285     | −17,2 %     |
| Stahnsdorf     | 284      | 47 %       | 330     | −13,9 %     | TG Würzburg      | 224      | 32 %       | ---     | RL          |
| Wedel          | 588      | 74 %       | 565     | 4,1 %       | Gesamt*          | 499      | ---        | 487     | 2,4 %       |

* Die Gesamtzahlen beziehen sich auf beide Gruppen und sind in Relation gesetzt zu den durchschnittlichen Zuschauerzahlen aller Spiele der Vorsaison-Hauptrunde.

## Postseason
- Kursive Spielergebnisse wurden nach Verlängerung erzielt

### Play-offs
|  | Achtelfinale | Achtelfinale             | Achtelfinale | Achtelfinale | Achtelfinale |  |  | Viertelfinale | Viertelfinale         | Viertelfinale | Viertelfinale | Viertelfinale |  |    | Halbfinale          | Halbfinale | Halbfinale | Halbfinale | Halbfinale |  |  | Finale | Finale | Finale | Finale | Finale |
|  |              |                          |              |              |              |  |  |               |                       |               |               |               |  |    |                     |            |            |            |            |  |  |        |        |        |        |        |
|  | N1           | Rostock Seawolves        | 97           | 65           | 102          |  |  |               |                       |               |               |               |  |    |                     |            |            |            |            |  |  |        |        |        |        |        |
|  | S8           | Fraport Junior Skyliners | 91           | 67           | 81           |  |  | N1            | Rostock Seawolves     | 74            | 75            | 88            |  |    |                     |            |            |            |            |  |  |        |        |        |        |        |
|  | S4           | TG WhiteWings Hanau      | 84           | 64           | 87           |  |  | S4            | WhiteWings Hanau      | 78            | 70            | 82            |  |    |                     |            |            |            |            |  |  |        |        |        |        |        |
|  | N5           | VfL AstroStars Bochum    | 82           | 75           | 74           |  |  |               |                       |               |               |               |  | N1 | Rostock Seawolves   | 74         | 70         |            |            |  |  |        |        |        |        |        |
|  | N3           | BAWE Oldenburger TB      | 83           | 85           |              |  |  |               |                       |               |               |               |  | N3 | BAWE Oldenburger TB | 83         | 89         |            |            |  |  |        |        |        |        |        |
|  | S6           | TG Würzburg              | 61           | 76           |              |  |  | S2            | Weißenhorn Youngstars | 64            | 51            |               |  |    |                     |            |            |            |            |  |  |        |        |        |        |        |
|  | S2           | Weißenhorn Youngstars    | 85           | 62           |              |  |  | N3            | BAWE Oldenburger TB   | 73            | 71            |               |  |    |                     |            |            |            |            |  |  |        |        |        |        |        |
|  | N7           | Otto Baskets Magdeburg   | 64           | 60           |              |  |  |               |                       |               |               |               |  | N3 | BAWE Oldenburger TB | 61         | 79         |            |            |  |  |        |        |        |        |        |
|  | S3           | Dragons Rhöndorf         | 83           | 68           | 69           |  |  |               |                       |               |               |               |  | N2 | SC Rist Wedel       | 58         | 71         |            |            |  |  |        |        |        |        |        |
|  | N6           | Uni-Riesen Leipzig       | 67           | 74           | 78           |  |  | N2            | SC Rist Wedel         | 76            | 73            |               |  |    |                     |            |            |            |            |  |  |        |        |        |        |        |
|  | N2           | SC Rist Wedel            | 104          | 63           | 90           |  |  | N6            | Uni-Riesen Leipzig    | 63            | 72            |               |  |    |                     |            |            |            |            |  |  |        |        |        |        |        |
|  | S7           | EN Baskets Schwelm       | 66           | 74           | 71           |  |  |               |                       |               |               |               |  | S1 | Iserlohn Kangaroos  | 85         | 61         |            |            |  |  |        |        |        |        |        |
|  | N4           | Dresden Titans           | 86           | 66           | 62           |  |  |               |                       |               |               |               |  | N2 | SC Rist Wedel       | 94         | 91         |            |            |  |  |        |        |        |        |        |
|  | S5           | BG Karlsruhe             | 71           | 68           | 60           |  |  | S1            | Iserlohn Kangaroos    | 73            | 71            |               |  |    |                     |            |            |            |            |  |  |        |        |        |        |        |
|  | S1           | Iserlohn Kangaroos       | 76           | 70           |              |  |  | N4            | Dresden Titans        | 70            | 62            |               |  |    |                     |            |            |            |            |  |  |        |        |        |        |        |
|  | N8           | DRUFF! Braunschweig      | 69           | 68           |              |  |  |               |                       |               |               |               |  |    |                     |            |            |            |            |  |  |        |        |        |        |        |

Das Finale wird im Modus Hin- und Rückspiel ausgetragen, bei dem die besser platzierte Mannschaft nach der Hauptrunde im Rückspiel Heimrecht hatte, so dass die schlechter platzierte Mannschaft im Hinspiel zuerst zu Hause antreten musste. Beide Finalgegner erreichen auf sportlichem Wege, vorbehaltlich einer wirtschaftlichen Lizenzierung, das Teilnahmerecht an der ProA 2015/16.

### Play-downs
|  | = Abstieg |

| Norden | Norden                    | Norden | Norden        | Norden | Norden     | Süden                    | Süden | Süden         | Süden  | Süden      |
| #      | Team                      | Siege  | Nieder- lagen | Punkte | Korbpunkte | Team                     | Siege | Nieder- lagen | Punkte | Korbpunkte |
| 1      | Hertener Löwen            | 15     | 15            | 29x    | 2183:2230  | Licher BasketBären       | 11    | 17            | 22     | 1960:2124  |
| 2      | Citybasket Recklinghausen | 14     | 16            | 28     | 2260:2253  | BIS Baskets Speyer       | 11    | 17            | 18     | 2232:2248  |
| 3      | SC Itzehoe Eagles (N)y    | 12     | 18            | 24     | 2151:2220  | TV Saarlouis Royals (N)y | 8     | 20            | 16     | 2242:2482  |
| 4      | RSVE Stahnsdorfy          | 11     | 19            | 22     | 2058:2227  | TV Langen Giraffen       | 8     | 20            | 16     | 2025:2236  |

x Punktabzug wegen nicht rechtzeitigen Spielantritts.

y Wegen des nachträglichen Lizenzentzugs für die Otto Baskets Magdeburg reichte der vorletzte Platz bereits am Saisonende für den Nord-Vorletzten Itzehoe Eagles zum Klassenerhalt. Nach Nicht-Erteilung der Lizenz für die Cuxhaven BasCats und einer ProA-Wildcard für Aufsteiger RheinStars Köln verblieben auch der RSVE Stahnsdorf und die Saarlouis Royals in der Liga.

## Ehrungen

### Spieler des Monats
- Oktober: Diante Watkins (PG, , SC Rist Wedel)
- November: Yannick Anzuluni (SG/SF, , Rostock Seawolves)
- Dezember: Orlan Jackman (PF, , Iserlohn Kangaroos)
- Januar: Diante Watkins (PG, , SC Rist Wedel)
- Februar: Justin A. Smith (PF, , Dragons Rhöndorf)
- März: Justin A. Smith (PF, , Dragons Rhöndorf)
- April/Mai: Dominic Lockhart (SG, , BAWE OTB)

### Youngster des Monats
- Oktober: Robin Jorch (PF, , RSVE Stahnsdorf)
- November: Robert Zinn (PG/SG, , BSW Sixers)
- Dezember: Jan Niklas Wimberg (PF, , BAWE OTB)
- Januar: Christopher Wolf (PF/SF, , TG Würzburg)
- Februar: Adrian Breitlauch (SG, , Itzehoe Eagles)
- März: Tom Alte (C, , TV Langen Giraffen)
- April/Mai: Dominic Lockhart (SG, , BAWE OTB)

### Spieler und Trainer der Spielzeit
Die Auszeichnungen für die Akteure des Jahres wurden Ende Mai 2015 bekannt gegeben.
- Spieler des Jahres: Diante Watkins (PG, , Rist Wedel)
- Youngster des Jahres: Dominic Lockhart (PG/SG, , BAWE Oldenburger TB)
- Trainer des Jahres: Matthias Grothe (, Iserlohn Kangaroos)